# Hemprich-Toko

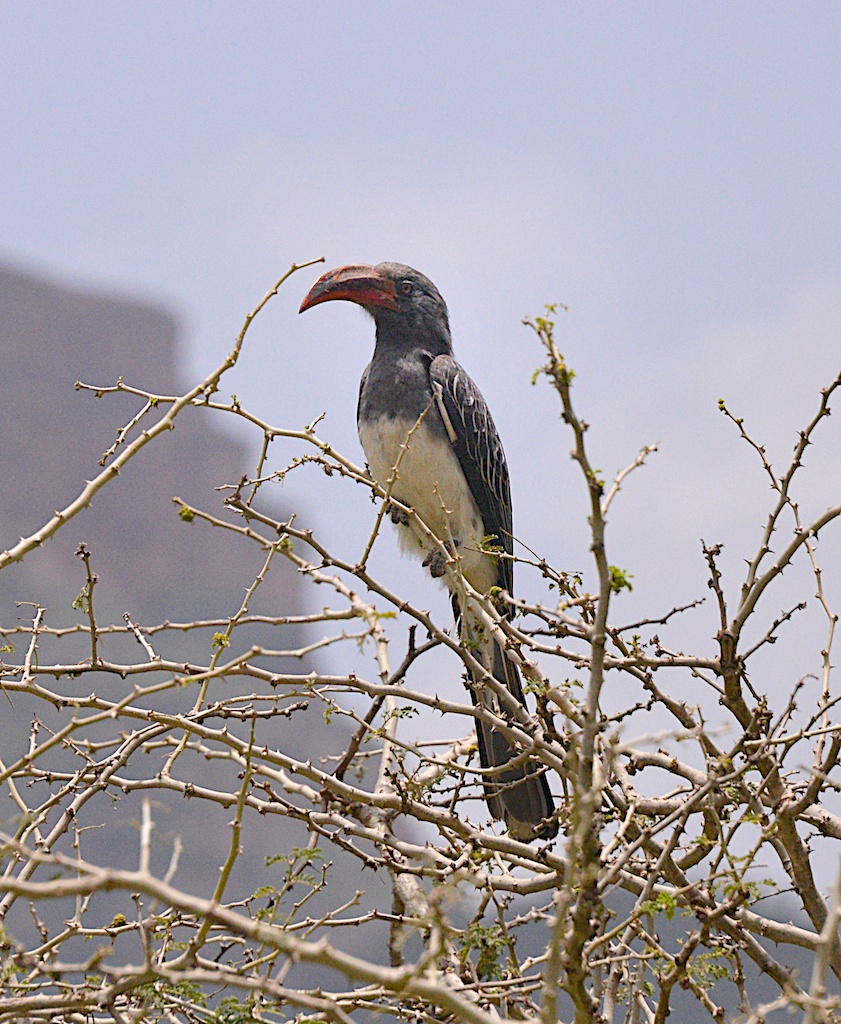
Hemprich-Toko, Äthiopien

Der Hemprich-Toko (Lophoceros hemprichii, Synonym: Tockus hemprichii) ist eine Vogelart, die zu den Nashornvögeln (Bucerotidae) gehört und im Osten Afrikas vorkommt. Wie alle Nashornvögel der Gattung der Tokos ist auch der Hemprich-Toko ein Höhlenbrüter. Das Weibchen mauert sich in der Nisthöhle ein, die sich gewöhnlich in einer Felswand befindet, und wird während der Brutzeit vom Männchen gefüttert. Trotz des vergleichsweise großen Verbreitungsgebietes werden keine Unterarten für diese Art unterschieden.
Die Bestandssituation des Hemprich-Tokos wurde 2016 in der Roten Liste gefährdeter Arten der IUCN als „Least Concern (LC)“ = „nicht gefährdet“ eingestuft.

## Aussehen
Der Hemprich-Tokko erreicht eine Körperlänge von bis zu 50 Zentimeter. Er zählt damit zu den großen Toko-Arten. Weibchen wiegen während der Brutperiode etwa 300 Gramm. Der Geschlechtsdimorphismus ist nicht stark ausgeprägt.
Beim Männchen sind Kopf, Hals und die obere Brust sowie der Rücken dunkelbraun. Der Schwanz ist rußbraun, von den zehn Steuerfedern ist das dritte und vierte äußere Paar vollständig weiß, so dass der Schwanz dunkel-weiß längsgestreift wirkt. Die Körperunterseite ist ansonsten weißlich. Die Federn der Flügeldecken und Schwingen sind rußbraun mit cremefarbenen Säumen und Spitzen. Der Schnabel ist dunkelrot mit einem  kaum auffälligen kleinen Schnabelfirst. Der unbefiederte Orbitalring und die nackte Kehlhaut sind schwarz. Die Augen sind dunkelbraun, die Füße und die Beine sind schwarz.
Die Weibchen unterscheiden sich vom Männchen nicht im Körpergefieder. Sie sind allerdings etwas kleiner und der Schnabelfirst ist noch weniger entwickelt als beim Männchen. Der Orbitalring ist grau und die nackte Kehlhaut ist grünlich-gelb. Jungvögel gleichen dem Weibchen, ihr Schnabel ist allerdings noch rußbraun und der Unterschnabel hat eine gelbe Spitze.
Die Rufe des Hemprich-Tokos sind hohe, Pfeifrufe, die entweder einzeln vernehmbar sind oder die in langen Rufserien vernehmbar sind. Der Balzruf ist eine lange Serie von pi-pi-pi-pioh-pioh-pioh-Rufen.

## Verwechselungsmöglichkeiten
Im weitläufigen Verbreitungsgebiet des Hemprich-Tokos kommen in einigen Regionen zwei weitere Arten aus der Gattung der Tokos vor, mit denen der Hemprich-Toko verwechselt werden kann. Beide Arten haben wie der Hemprich-Toko eine weißliche Körperunterseite, so dass sie sich in der Verteilung der Gefiederfärbung entsprechen.
Der Kronentoko hat ein dunkleres, rußbraunes Gefieder. Oberhalb des Auges ist ein blasser Überaugenstreif angedeutet und er hat auffällig gelbe Augen. Das auffälligste Unterscheidungsmerkmal zum Hemprich-Toko ist der leuchtend orangerote Schnabel mit dem auffälligen Hornaufsatz. Der Grautoko ist mit einer Körpergröße von bis zu 45 Zentimeter etwas kleiner als der Hemprich-Toko, der Schnabel der Männchen ist auffällig schwarz und weiß. Die Weibchen haben einen kastanienbraunen und cremeweißen Schnabel.

## Verbreitung und Lebensraum

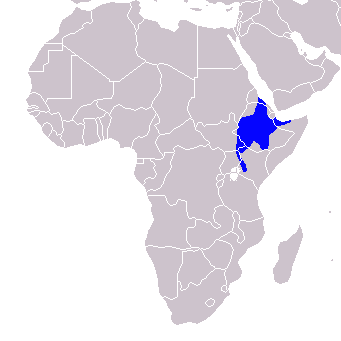
Verbreitungsgebiet

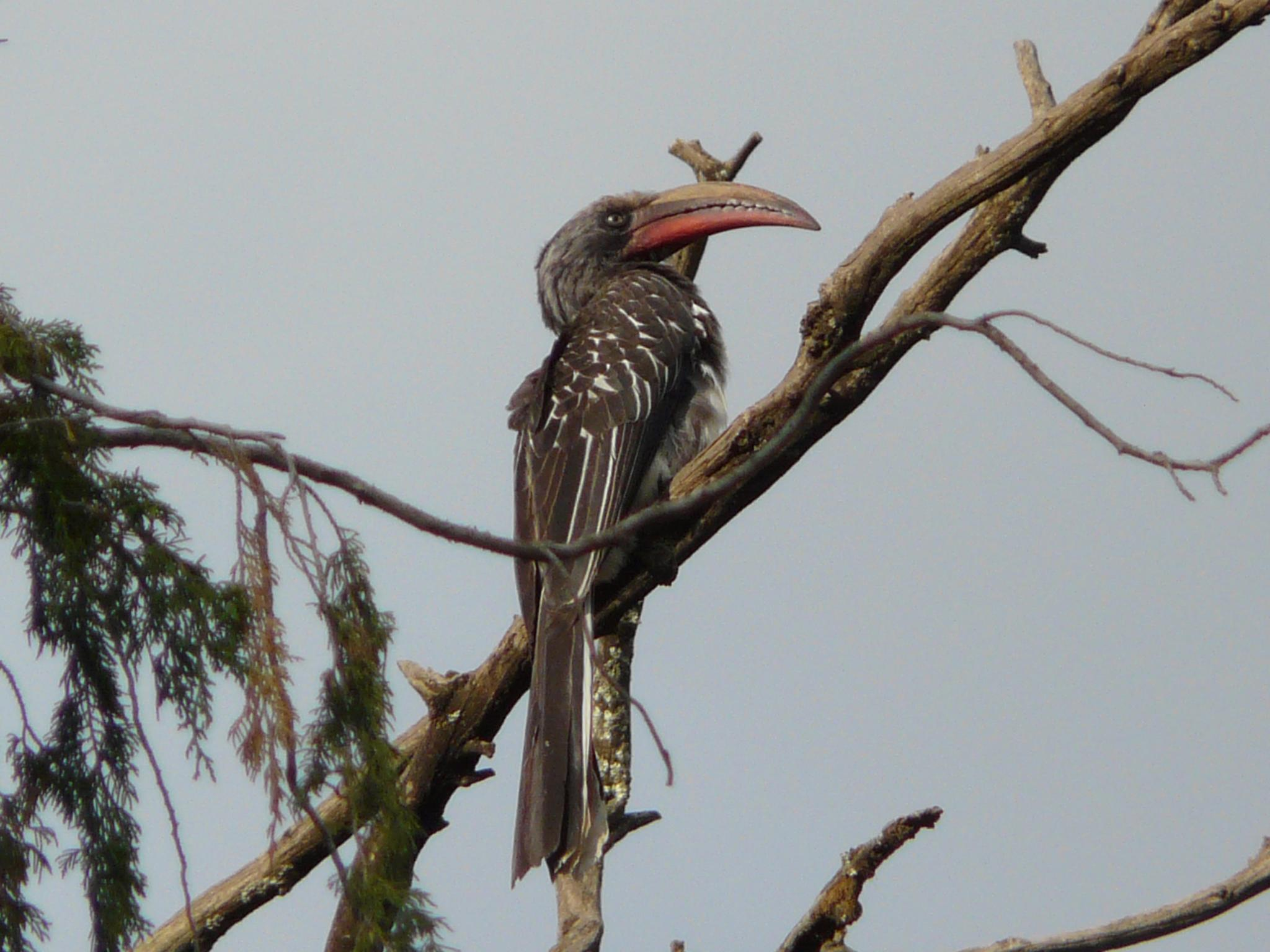
Hemprich-Toko, Äthiopien

Der Hemprich-Toko ist ein Bewohner von felsigem Gelände und Schluchten in semi-ariden Gebieten. Das Verbreitungsgebiet umfasst Äthiopien, Dschibuti, Nord-Somalia bis Südost-Sudan, Nordost-Uganda und Nord- und Nordwest-Kenia.
Der Hemprich-Toko besiedelt felsige Gebiete in Vorgebirgen und Gebirgen und kommt bis in Höhenlagen von 4300 Metern vor. Er hält sich bevorzugt in bewaldeten Schluchten und flussnahen Wäldern auf. Am häufigsten ist er im äthiopischen Hochland, In anderen Teilen seines Verbreitungsgebietes ist er lokal begrenzt und vergleichsweise selten. Im Süden seines Verbreitungsgebietes wechselt er zwischen Waldstücken und arideren Offenlandschaften mit einem schüttereren Bestand an Bäumen und Büschen. Er ist grundsätzlich ein Standvogel, wandert nach Regenfällen und der Brutzeit zeitweilig auch in tiefer gelegene Gebiete, um dort das Nahrungsangebot zu nutzen. Während solcher Wanderungen können sich kleine Trupps von bis zu 14 Individuen bilden. Solche Trupps kommen allerdings auch während der Dismigration der Jungvögel vor.

## Nahrung
Der Hemprich-Toko ist ein Allesfresser. Die Nahrung besteht hauptsächlich aus Insekten, kleinen Säugern, Fröschen, Eidechsen, Früchten und Samen. Gefressen werden unter anderem Bienen, Käfer, Raupen und Heuschrecken, Feigen und Wacholderbeeren.
Seine Nahrung findet der Hemprich-Toko überwiegend in Baumwipfeln. Er kommt gelegentlich jedoch auch auf den Boden, um dort geflügelte Termiten zu fressen oder um Felsspalten nach Beute zu untersuchen.

## Fortpflanzung
Die Brutbiologie des Hemprich-Tokos ist noch nicht abschließend untersucht. Er ist aber vermutlich ein monogamer Vogel, der gemeinsam mit seinem Partner ein Revier verteidigt.
Der Hemprich-Toko ist wie alle Tokos ein Höhlenbrüter, allerdings nutzt er abweichend von anderen Arten überwiegend Felsspalten als Nisthöhle und nur selten Baumhöhlen. Die meisten Bruthöhlen finden sich an Felsabhängen in Schluchten. Die Bruthöhle wird mit Holz- und Rindenstückchen ausgelegt. Das Weibchen versiegelt von innen die Bruthöhlen bis auf einen schmalen Spalt. Das Männchen trägt Futter in der Schnabelspitze zu der Bruthöhle.

## Dedikationsnamen
Der Hemprich-Toko trägt seinen Namen zu Ehren des preußischen Naturforschers Friedrich Wilhelm Hemprich. Hemprich war mit dem Naturforscher Christian Gottfried Ehrenberg befreundet und 1820/21 wurden beide von Martin Lichtenstein auf eine Expedition nach Ägypten eingeladen, die sie als Naturforscher unterstützen sollten. Auf einer zweiten Expedition von 1821 bis 1825 reisten sie den Nil entlang nach Süden, durchquerten die Wüste Sinai und den Libanon und bereisten das Rote Meer. Unterwegs sammelten sie naturhistorische Proben. Hemprich starb im Hafen von Massawa an Fieber.

## Einzelbelege
1. ↑  
Lophoceros hemprichii in der Roten Liste gefährdeter Arten der IUCN 2016. Eingestellt von: BirdLife International, 2016. Abgerufen am 3. Oktober 2017.
2. 1 2 3   Kemp: The Hornbills - Bucerotiformes. S. 119.
3. ↑   Rufe des Hemprich-Tokos auf Xeno-Canto, aufgerufen am 2. Oktober 2016
4. ↑   Kemp: The Hornbills - Bucerotiformes. S. 124.
5. 1 2   Kemp: The Hornbills - Bucerotiformes. S. 120.
6. 1 2   Kemp: The Hornbills - Bucerotiformes. S. 121.
7. ↑  Bo Beolens, Michael Watkins: Whose Bird? Men and Women Commemorated in the Common Names of Birds. Christopher Helm, London 2003, ISBN 0-7136-6647-1, S. 205.